# Sirarou
Sirarou ist eine Siedlung und ein Arrondissement im Departement Borgou im westafrikanischen Staat Benin. Es ist eine Verwaltungseinheit, die der Gerichtsbarkeit der Kommune N’Dali untersteht.
Durch den Ort verläuft die Fernstraße RNIE2 in Nord-Süd-Achse. In nördlicher Richtung ist dabei N’Dali das nächste größere Ziel, in südlicher Richtung Parakou mit dem Flughafen Parakou.

## Demografie und Verwaltung
Gemäß der Volkszählung 2013 des beninischen Statistikamtes INSAE hatte das Arrondissement 28.365 Einwohner, davon waren 14.365 männlich und 14.000 weiblich.
Von den 64 Dörfern und Quartieren der Kommune N’Dali entfallen 15 auf Sirarou:
1. Boko
2. Dabou
3. Gah-Alérou
4. Gah-Sankounin
5. Gandou-Nomba
6. Gbéguina
7. Kakara
8. Komiguéa
9. Maréborou
10. Sakarou
11. Samounin
12. Sirarou
13. Tinré
14. Tounré
15. Yankoï